# Інститут текстів Кореї
Інститу́т те́кстів (кор. 弘文館, 홍문관, МФА: [hoŋmungwan]) — центральна урядова установа в Кореї пізнього середньовіччя і раннього нового часу. Одне з трьох відомств в урядовій системі династії Чосон. Займалося дослідженням китайської класики, збереженням державних документів, складанням державної історичної хроніки. Надавало ідеологічні та історичні поради вану у випадку його запиту.

## Посади
| Ранги      | Посади                            | Особи |
| ---------- | --------------------------------- | ----- |
| 1 старший  | Директор (領事 영사)              | 1     |
| 2 старший  | Старший академік (大提學 대제학)  | 1     |
| 2 молодший | Академік (提學 제학)              | 1     |
| 3 старший  | Віце-академік (副提學 부제학)     | 1     |
| 3 старший  | Молодший академік (直提學 직제학) | 1     |
| 3 молодший | Архівіст (典翰 전한)              | 1     |
| 4 старший  | Викладач (應敎 응교)              | 1     |
| 4 молодший | Віце-викладач (副應敎 부응교)     | 1     |
| 5 старший  | Коментатор (校理 교리)            | 2     |
| 5 молодший | Віце-коректор (副校理 부교리)     | 2     |
| 6 старший  | Редактор (修撰 수찬)              | 2     |
| 6 молодший | Віце-редактор (副修撰 부수찬)     | 2     |
| 7 старший  | Доктор(博士 박사)                 | 1     |
| 8 старший  | Упорядник (著作 저작)             | 1     |
| 9 старший  | Коректор (正字 정자)              | 3     |